# Ditlev Blunck
Ditlev (Detlef) Conrad Blunck (22. juni 1798 på Breitenburger Færgested, Münsterdorf, Holsten – 7. januar 1854 i Hamburg). Da der endnu på det tidspunkt ikke var noget kunstakademi i Hamborg, uddannede han sig på Det Kongelige Danske Kunstakademi i København.
Hans dedikation til historiemaleriet og samtidens tyske maleri var inspireret af hans lærer J. L. Lund – og han regnes derfor i dag (med urette) som en perifer skikkelse i den danske guldalderkunst. Han opnåede i 1827 akademiets store guldmedalje i dette fag, som den første siden C. W. Eckersberg. Bluncks produktion udgøres af en lang række portrætter (bl.a. af brødrene Jørgen og C.E. Sonne på Statens Museum for Kunst; Bertel Thorvaldsen, H. W. Bissen på Det Nationalhistoriske Museum) samt historiske (historie, religion og mytologi) og et mindre antal genrebilleder. Guldmedaljen udløste et legat, som bragte ham til Rom i 1828. Her opholdt han sig de næste ti år og udførte bl.a. to versioner i 1836 og 1837 af det kendte motiv Danske kunstnere i osteriet La Gensola, med bl.a. Bertel Thorvaldsen (Frederiksborg Slot og Thorvaldsens Museum). Efter hjemkomsten fra Italien i 1838 forlod Blunck igen Danmark i august 1840. Men han bibeholdt en vis kontakt med det københanvske kunstmiljø op gennem 1840'erne. Ved udrejsen fik han af kongen, Chr. VIII bestilling på fire store allegoriske malerier, De fire menneskealdre. Maleriernes allegoriske indhold skiller sig klart ud fra de dominerende strømninger i dansk kunst, og blev næppe forstået af samtiden. Først i 2017 kom der med en biografi om Ditlev Blunck og den første særudstilling med hans værk opmærksomhed på denne glemte guldaldermaler. Ved krigsudbruddet i 1848 dannede Blunck i Wien en friskare sammen med Carl Magnussen og deltog i krigen på slesvig-holstensk side mod nationalstaten. Det var det definitive brud med Danmark. Efter at Blunck havde trukket sig fra aktiv krigstjeneste, malede han i 1850 et hovedværk inden for bataljemaleri genren Det 3. jægerkorps lejr ved Holzbunge (Schleswig-Holsteinische Landes-Bibliothek), ligesom han malede store portrætmalerier af fremtrædende familier. En tid etablerede han en kunstskole sammen med vennen Theodor Rehbenitz inden han i 1851 slog sig i ned i Hamborg, hvor han døde d. 7. januar 1854.

## Galleri
- Ditlev Blunck, Mareridt, 1846, Nivaagaards Malerisamling
- Ditlev Blunck, Barndommen. Fra serien: De fire menneskealdre, 1840-1845, Statens Museum for Kunst
- Ditlev Blunck, Ungdommen. Fra serien: De fire menneskealdre, 1840-1845, Statens Museum for Kunst
- Ditlev Blunck, Manddommen. Fra serien: De fire menneskealdre, 1840-1845, Statens Museum for Kunst
- Ditlev Blunck, Alderdommen. Fra serien: De fire menneskealdre, 1840-1845, Statens Museum for Kunst

## Ekstern henvisning
- Wikimedia Commons har flere filer relateret til Ditlev Blunck
- Ditlev Blunck på Kunstindeks Danmark/Weilbachs Kunstnerleksikon
- Biografi Arkiveret 8. august 2010 hos  Wayback Machine på DBL